# Saltos ornamentais no Campeonato Europeu de Esportes Aquáticos de 2014 - Trampolim 3 m sincronizado feminino
A prova do trampolim 3 m sincronizado feminino dos saltos ornamentais no Campeonato Europeu de Esportes Aquáticos de 2014 foi realizada no dia 23 de agosto em Berlim, na Alemanha. 

## Calendário
| Fase       | Data         | Hora  |
| ---------- | ------------ | ----- |
| Preliminar | 23 de agosto | 12:00 |
| Final      | 23 de agosto | 18:00 |

Todos os horários estão no horário local (UTC+1)

## Medalhistas
| Ouro                                        | Prata                                     | Bronze                                     |
| Itália · Tania Cagnotto · Francesca Dallapé | Alemanha · Tina Punzel · Nora Subschinski | Ucrânia · Olena Fedorova · Hanna Pysmenska |

## Resultados
Esses foram os resultados da competição.
| Pos.              | Saltadora                        | Nacionalidade | Preliminar | Preliminar | Final  | Final |
| Pos.              | Saltadora                        | Nacionalidade | Pontos     | Pos.       | Pontos | Pos.  |
| ----------------- | -------------------------------- | ------------- | ---------- | ---------- | ------ | ----- |
| Medalha de ouro   | Tania Cagnotto Francesca Dallapé | Itália        | 306.60     | 1          | 328.50 | 1     |
| Medalha de prata  | Tina Punzel Nora Subschinski     | Alemanha      | 289.50     | 4          | 313.50 | 2     |
| Medalha de bronze | Olena Fedorova Hanna Pysmenska   | Ucrânia       | 298.80     | 2          | 307.20 | 3     |
| 4                 | Diana Chaplieva Nadezhda Bazhina | Rússia        | 286.50     | 5          | 306.00 | 4     |
| 5                 | Inge Jansen Uschi Freitag        | Países Baixos | 278.10     | 6          | 302.70 | 5     |
| 6                 | Hannah Starling Alicia Blagg     | Reino Unido   | 291.27     | 3          | 297.87 | 6     |
| 7                 | Iira Laatunen Taina Karvonen     | Finlândia     | 250.20     | 8          | 253.59 | 7     |
| 7                 | Villő Kormos Flóra Gondos        | Hungria       | 252.06     | 7          | 253.59 | 7     |
| 9                 | Ioulianna Banousi Eleni Katsouli | Grécia        | 230.88     | 9          |        |       |